# Recklinghausen (stad)
Recklinghausen is een stad en gemeente in de Duitse deelstaat Noordrijn-Westfalen. Recklinghausen ligt in het noordelijke Ruhrgebied en is het bestuurscentrum van het volkrijkste Landkreis van Duitsland, de Kreis Recklinghausen. De gemeente telt 110.705 inwoners (31 december 2020) op een oppervlakte van 66,43 km².

## Geschiedenis
De stad werd in 1017 voor het eerst genoemd (Ricoldinchuson) en kreeg in 1236 stadsrechten. Recklinghausen behoorde van ca 1150 tot 1802 tot het zogenaamde Vest Recklinghausen, een rechtsgebied dat als exclave tot het keurvorstendom Keulen behoorde. Het grondgebied ervan komt ongeveer overeen met dat van het huidige Landkreis.

## Kunst en cultuur

### Theater
- Ruhrfestspielhaus

Recklinghausen is bekend vanwege de jaarlijkse Ruhrfestspiele.

### Musea
- Kunsthalle Recklinghausen
- Ikonen museum is een iconenmuseum met de grootste collectie buiten de oosters-orthodoxe wereld.
- Vestisches Museum

### Sport
- 1. FC Recklinghausen, voormalige voetbalclub uit Recklinghausen
- FC 96 Recklinghausen, huidige voetbalclub uit Recklinghausen

## Partnersteden
- Verenigd Koninkrijk Preston, sinds 1956
- Frankrijk, Douai, sinds 1965
- Nederland, Dordrecht, sinds 1974
- Israël, Akko, sinds 1978
- Duitsland, Schmalkalden, Thüringen, sinds 1989
- Polen, Bytom, sinds 2000

## Geboren in Recklinghausen
- Wilhelm Aloys Bos (1904 - na 1980), nationaalsocialistisch oorlogsmisdadiger
- Renate Künast (1955), politica
- Ralf Möller (1959), acteur en bodybuilder
- Hape Kerkeling (1964), zanger, acteur, presentator en komiek

## Galerij

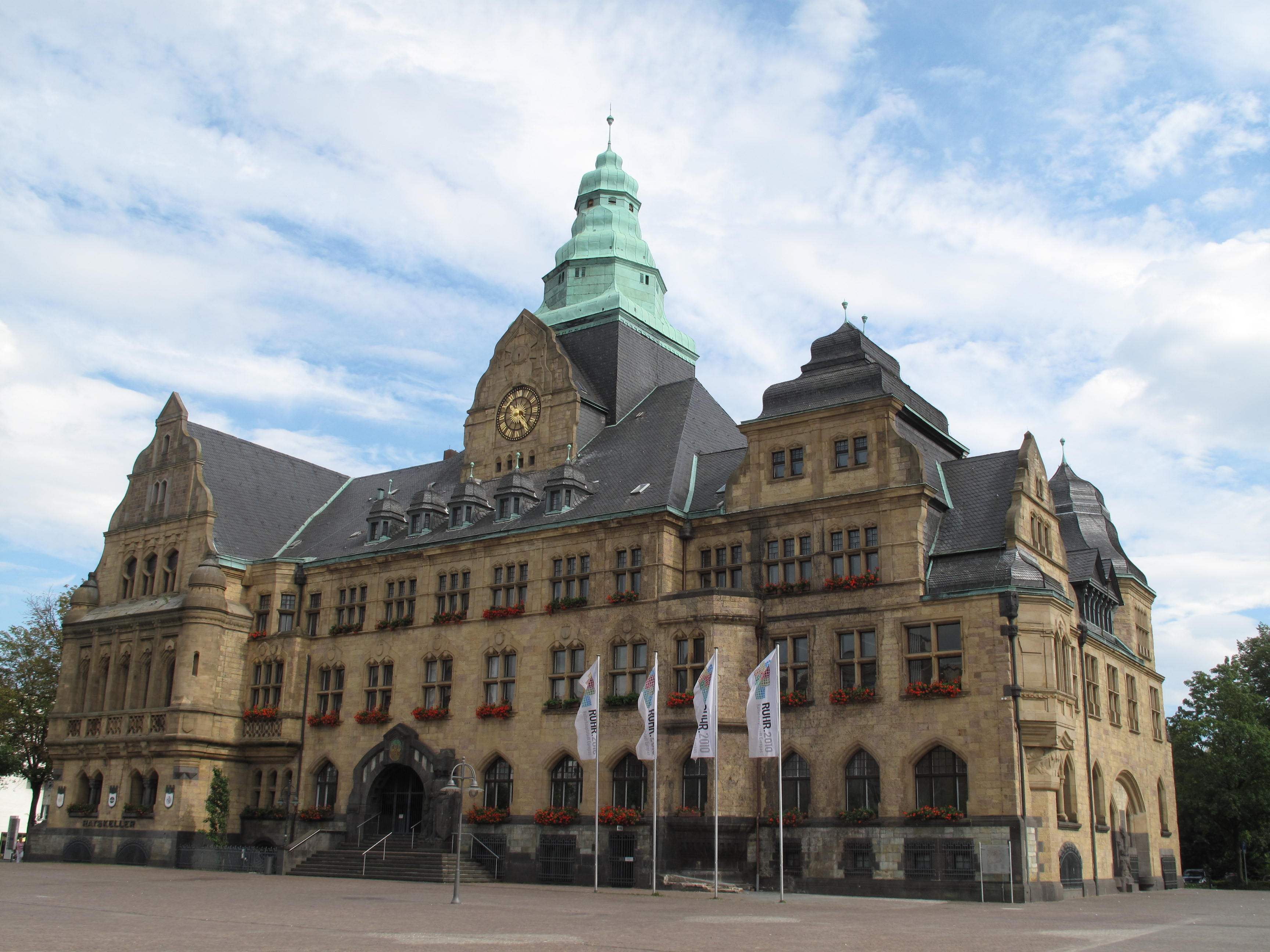
Stadhuis
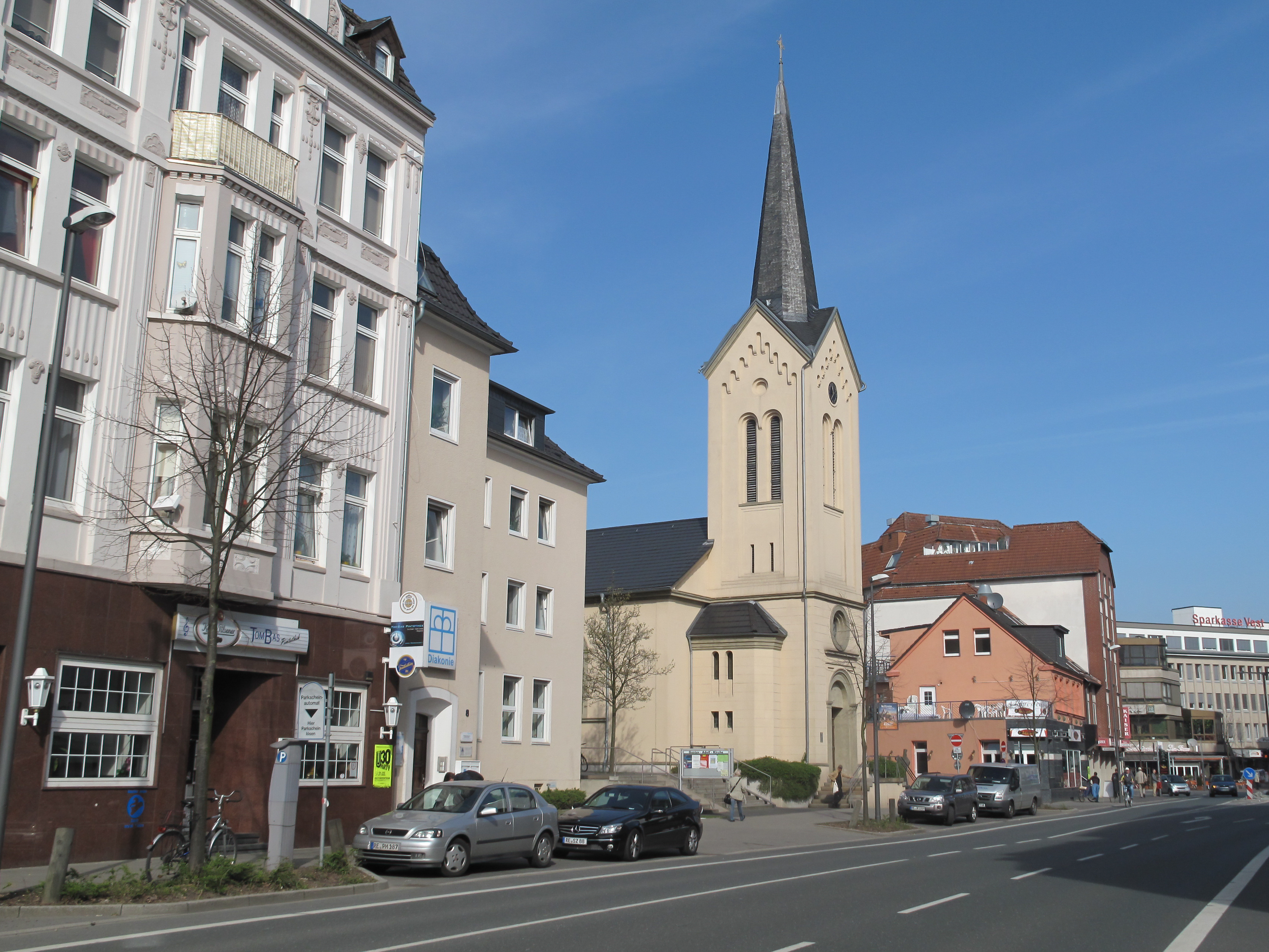
Gustaf-Adolf-Kirche
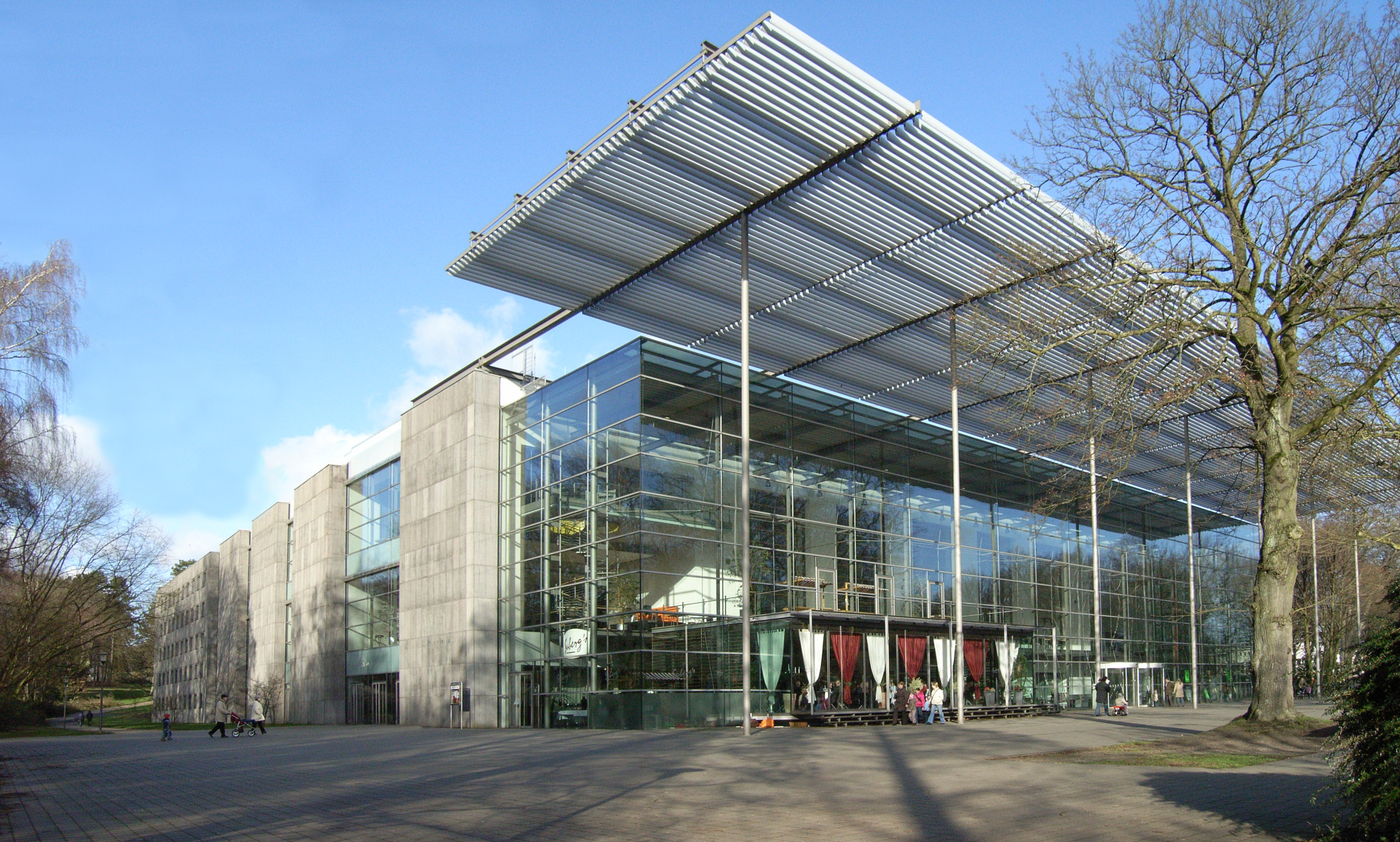
Ruhrfestspielhaus
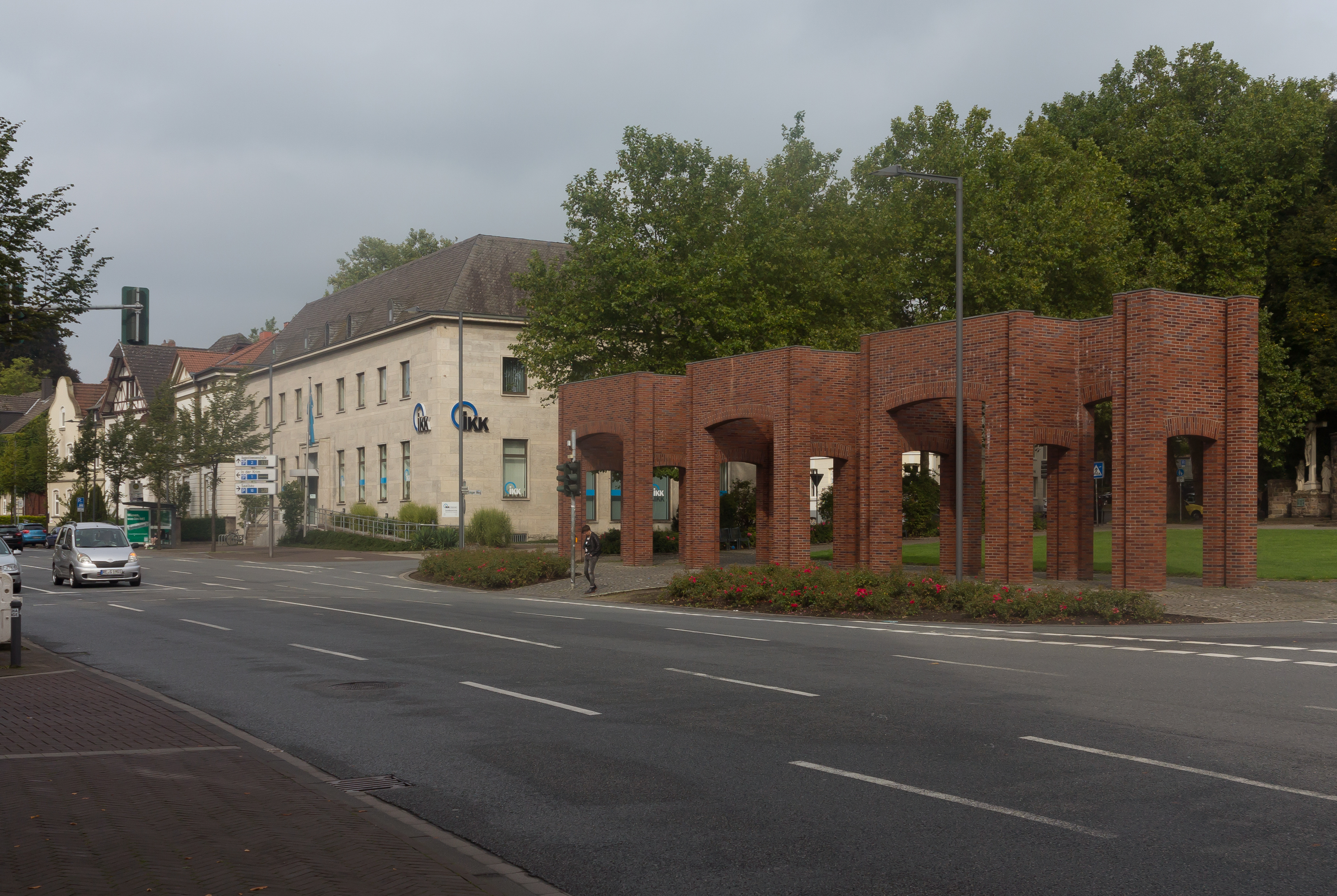
Sculptuur bij de Lohtor
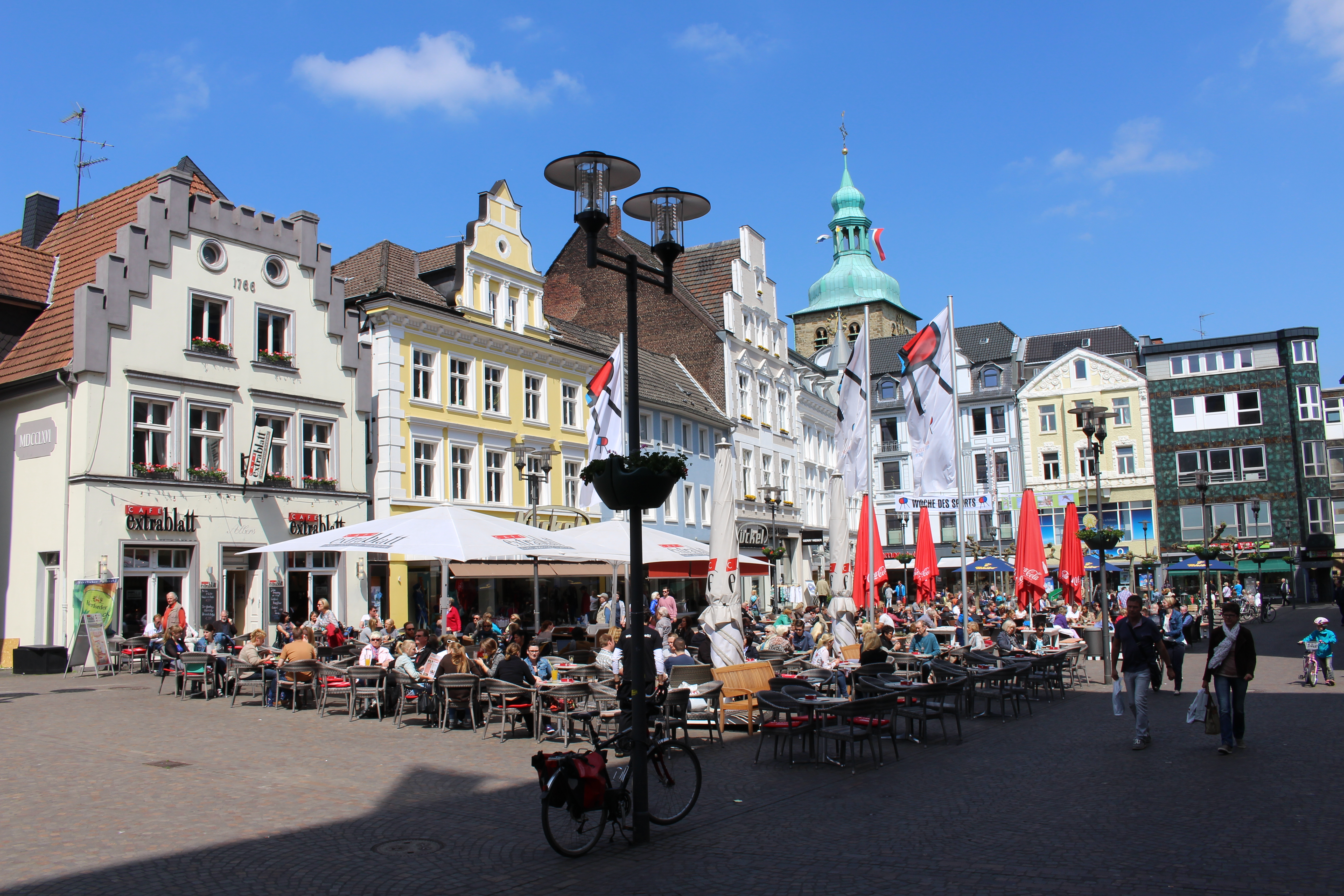
Markt
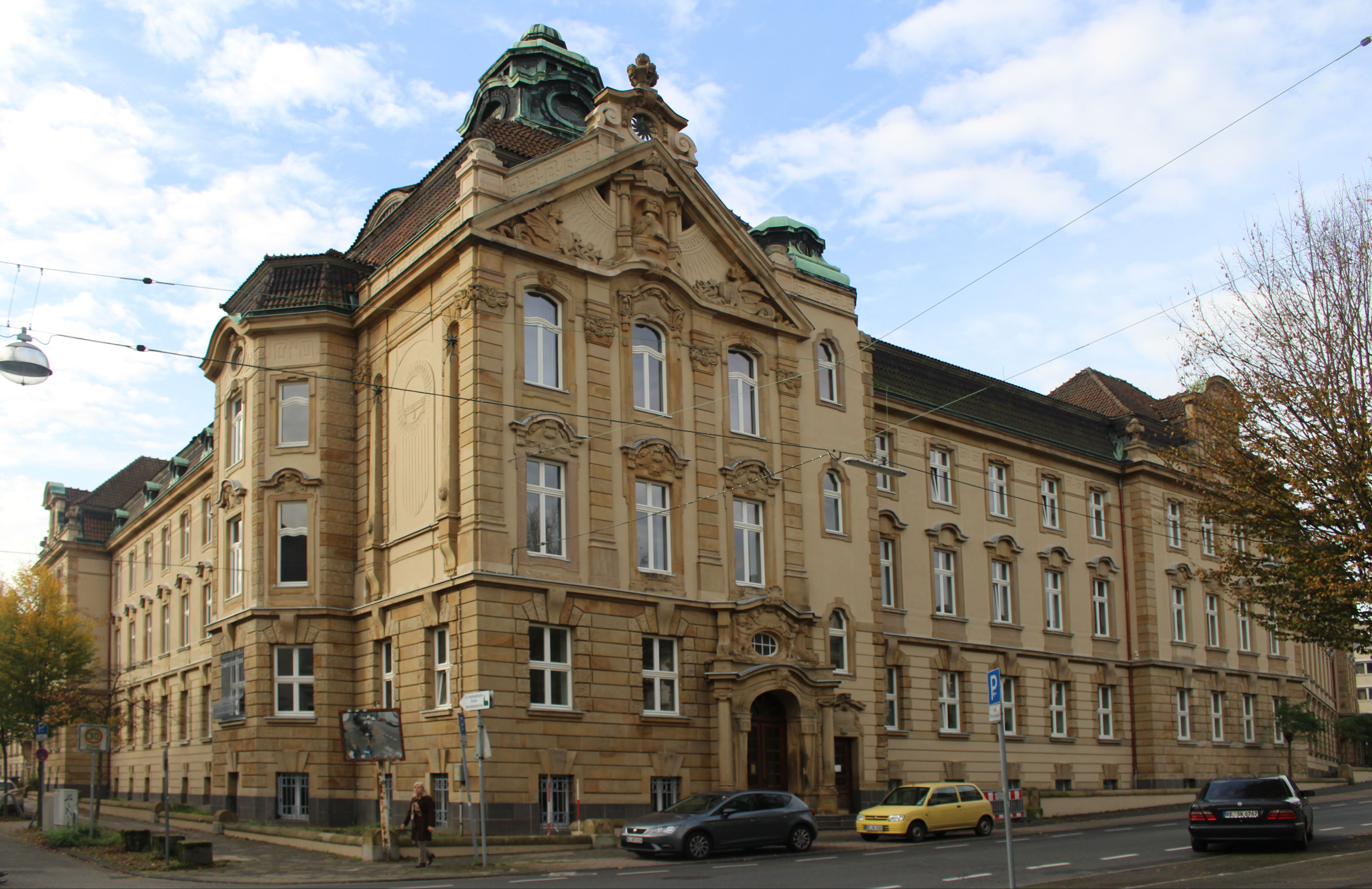
Gerechtsgebouw
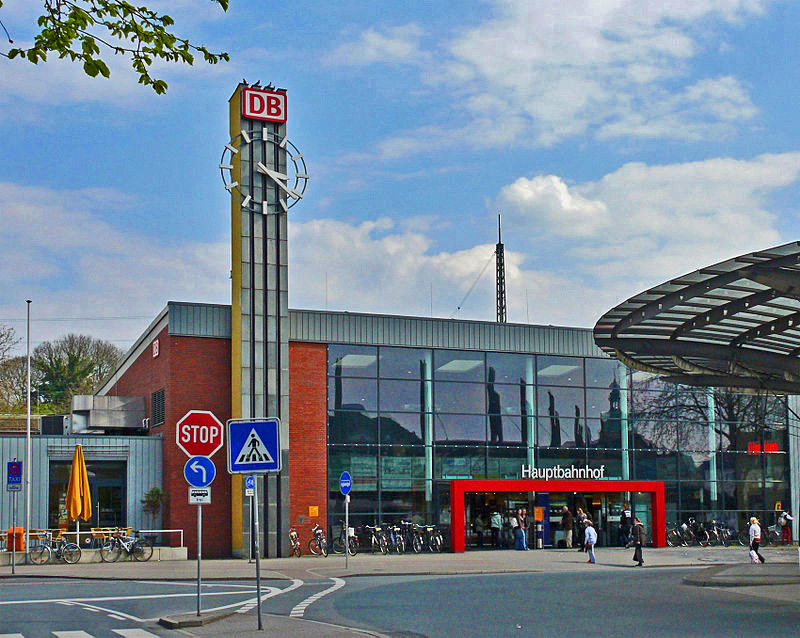
Hauptbahnhof van Recklinghausen
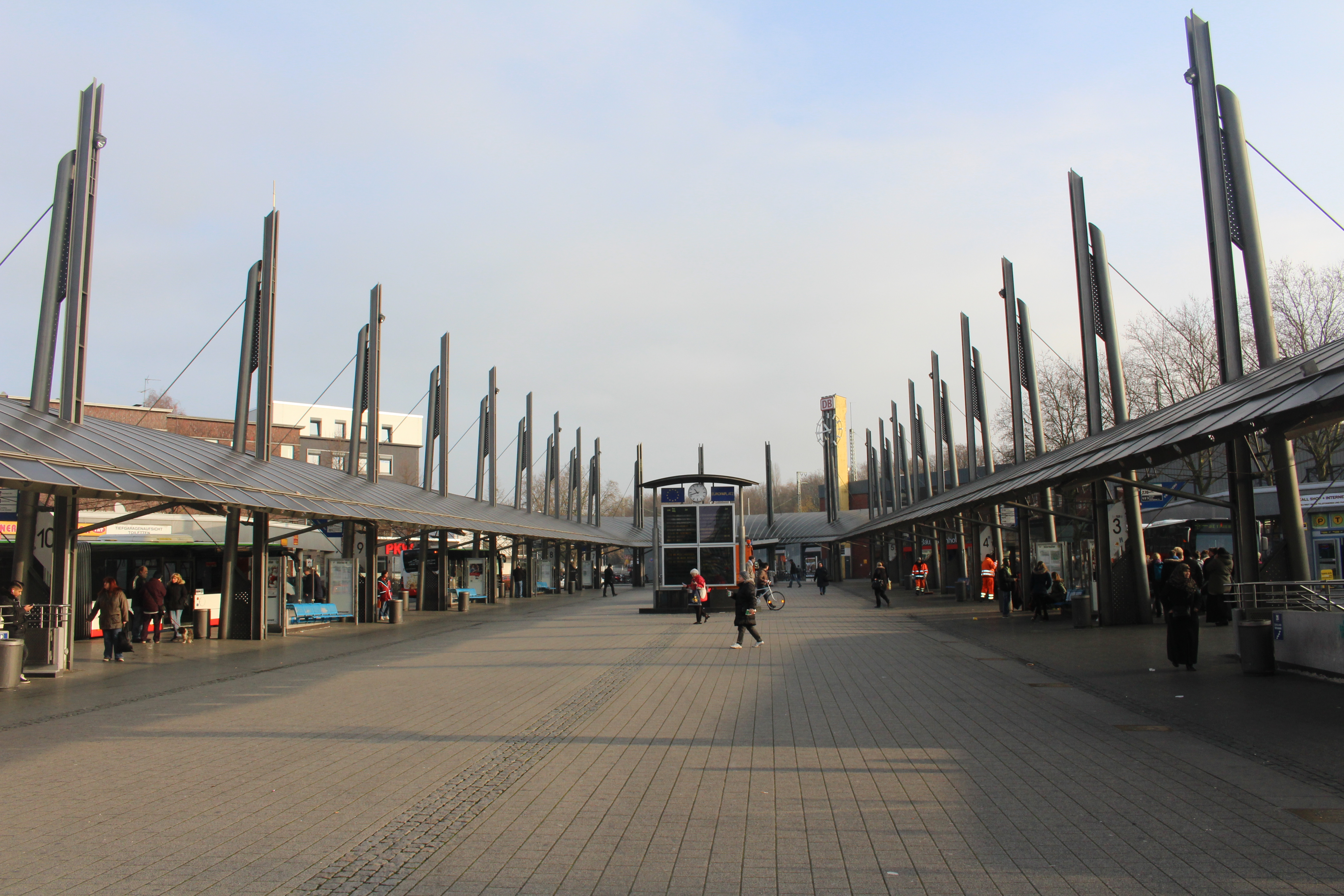
Busstation, Europaplatz
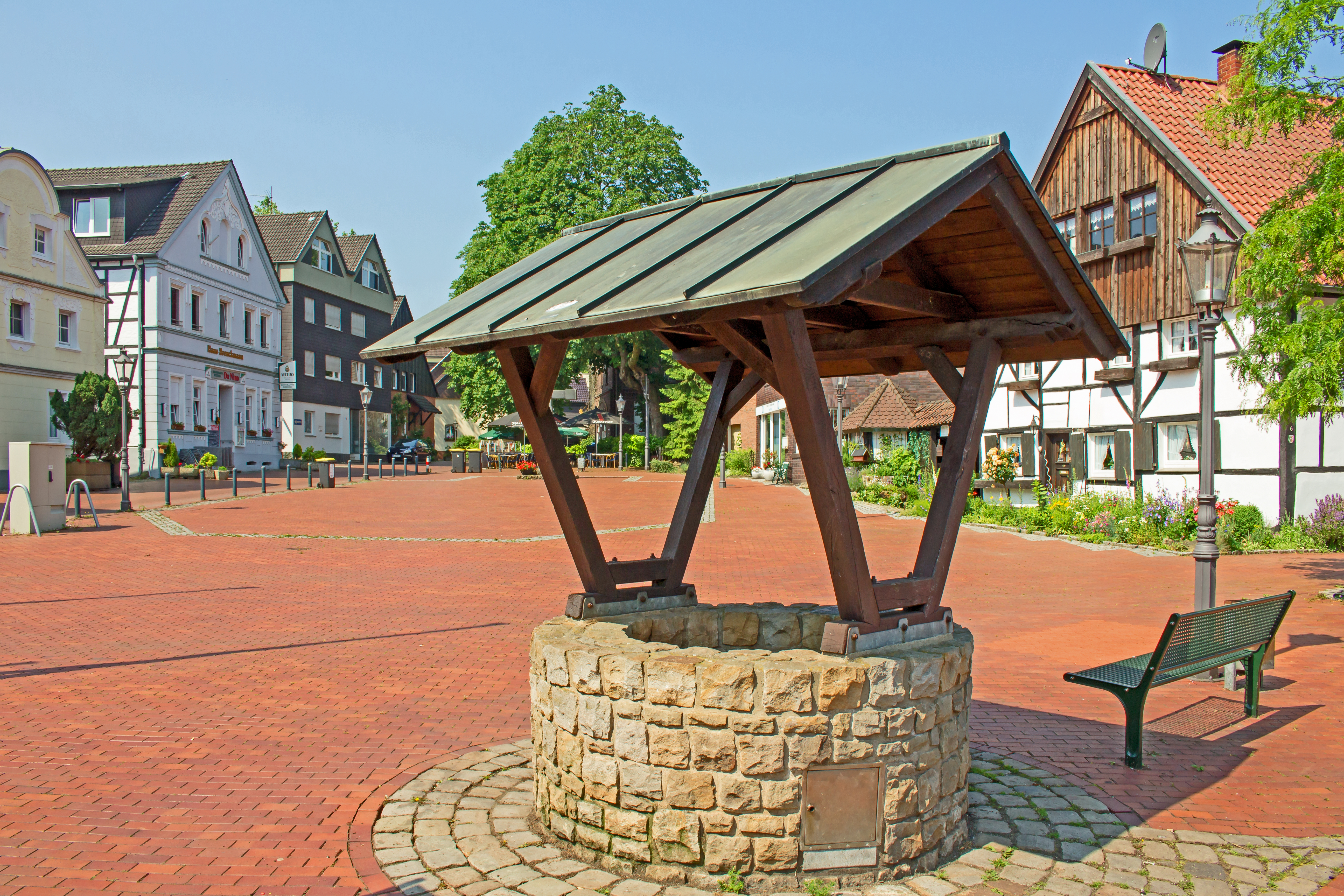
Suderwich, Alter Kirchplatz
Ortsteile van Recklinghausen